# Aprostocetus tiliaceae
Aprostocetus tiliaceae är en stekelart som beskrevs av Graham 1987. Aprostocetus tiliaceae ingår i släktet Aprostocetus och familjen finglanssteklar. Inga underarter finns listade i Catalogue of Life.